# Tanleab Uno
Tanleab Uno är en ort i Mexiko.   Den ligger i kommunen Huehuetlán och delstaten San Luis Potosí, i den centrala delen av landet, 240 km norr om huvudstaden Mexico City. Tanleab Uno ligger 444 meter över havet och antalet invånare är 613.
Terrängen runt Tanleab Uno är kuperad åt nordost, men åt sydväst är den bergig. Runt Tanleab Uno är det ganska tätbefolkat, med 160 invånare per kvadratkilometer. Närmaste större samhälle är Tancanhuitz de Santos, 6,2 km norr om Tanleab Uno. Omgivningarna runt Tanleab Uno är en mosaik av jordbruksmark och naturlig växtlighet.